# ガムガムパンチ
『ガムガムパンチ』（がむがむぱんち）は、手塚治虫の幼年向け漫画作品。

## 概要
小学館の学年別学習雑誌『小学一年生』に1967年4月号から連載が始まり、その1ヵ月後からは、『小学二年生』でも連載が始まった。虫プロダクションでもアニメ化が企画され、虫プロ商事でパイロット版が作られたが放映にはならずパイロットフィルムの製作で終わった。

## あらすじ
パンチとピンコの兄弟は、ガムの神様から魔法のガムをもらう。そしてガムの国からやってきたガムガムとクチャクチャのあわせて4人が、魔法のガムを使って毎回騒動を引き起こす。

## 登場人物
- パンチ
- ピンコ
- ガムガム
- クチャクチャ
- ガムの神さま
- ママ

## 単行本
- カラーコミックス『ガムガムパンチ』（小学館）全2巻
- ほるぷ版手塚治虫選集『ガムガムパンチ』（学童社）全2巻
- 手塚治虫作品集『ガムガムパンチ』（記念刊行会）全1巻
- 手塚治虫漫画全集『ガムガムパンチ』（講談社）全1巻
- 手塚治虫まんが絵本館『ガムガムパンチ』（小学館）全1巻
- ぴっかぴかコミックス『ガムガムパンチ』（小学館）全2巻
- 手塚治虫文庫全集『ガムガムパンチ』（講談社）全1巻